# Wieczny szach
Wieczny szach – szczególny przypadek remisowego zakończenia partii szachów przez powtórzenie ruchów. Polega na tym, że jeden z graczy wymusza powtarzanie ruchów, szachując króla przeciwnika.
Wieczny szach występuje również w innych grach spokrewnionych z szachami, chociaż reguły mogą się znacznie różnić, np. w shōgi wieczny szach jest zabroniony.
W pozycji na diagramie białe mają przewagę skoczka i piona, teoretycznie wystarczającą do wygrania partii. Co więcej, czarny król jest w opałach. Białe grożą matem w następnym posunięciu: H:g7 mat. Również Hc8+ prowadzi do mata (po jedynej odpowiedzi czarnych He8 nastąpi H:e8 mat).
Mimo że ruch przypada na czarne, nie mogą one jednocześnie obronić dwóch pól g7 i c8 ani zasłonić króla. Partia jednak zakończy się remisem, ponieważ czarny hetman, szachując króla na przemian z pól e1 i e2, nie wypuści go z narożnika. Biały król ma do dyspozycji cztery pola: h1, h2, g1, g2, jednak pola f1 i f2 są szachowane przez hetmana. Białe nie są w stanie przeszkodzić czarnemu hetmanowi w wiecznym szachu.
|   | a | b | c | d | e | f | g | h |   |
| 8 | h8 – Czarny król · a7 – Czarny pionek · c7 – Czarny pionek · g7 – Czarny pionek · h7 – Czarny pionek · b6 – Czarny pionek · a5 – Biały pionek · h5 – Biały skoczek · g4 – Biały hetman · b3 – Biały pionek · f3 – Biały pionek · g3 – Biały pionek · h3 – Biały pionek · c2 – Biały pionek · e2 – Czarny hetman · h1 – Biały król | h8 – Czarny król · a7 – Czarny pionek · c7 – Czarny pionek · g7 – Czarny pionek · h7 – Czarny pionek · b6 – Czarny pionek · a5 – Biały pionek · h5 – Biały skoczek · g4 – Biały hetman · b3 – Biały pionek · f3 – Biały pionek · g3 – Biały pionek · h3 – Biały pionek · c2 – Biały pionek · e2 – Czarny hetman · h1 – Biały król | h8 – Czarny król · a7 – Czarny pionek · c7 – Czarny pionek · g7 – Czarny pionek · h7 – Czarny pionek · b6 – Czarny pionek · a5 – Biały pionek · h5 – Biały skoczek · g4 – Biały hetman · b3 – Biały pionek · f3 – Biały pionek · g3 – Biały pionek · h3 – Biały pionek · c2 – Biały pionek · e2 – Czarny hetman · h1 – Biały król | h8 – Czarny król · a7 – Czarny pionek · c7 – Czarny pionek · g7 – Czarny pionek · h7 – Czarny pionek · b6 – Czarny pionek · a5 – Biały pionek · h5 – Biały skoczek · g4 – Biały hetman · b3 – Biały pionek · f3 – Biały pionek · g3 – Biały pionek · h3 – Biały pionek · c2 – Biały pionek · e2 – Czarny hetman · h1 – Biały król | h8 – Czarny król · a7 – Czarny pionek · c7 – Czarny pionek · g7 – Czarny pionek · h7 – Czarny pionek · b6 – Czarny pionek · a5 – Biały pionek · h5 – Biały skoczek · g4 – Biały hetman · b3 – Biały pionek · f3 – Biały pionek · g3 – Biały pionek · h3 – Biały pionek · c2 – Biały pionek · e2 – Czarny hetman · h1 – Biały król | h8 – Czarny król · a7 – Czarny pionek · c7 – Czarny pionek · g7 – Czarny pionek · h7 – Czarny pionek · b6 – Czarny pionek · a5 – Biały pionek · h5 – Biały skoczek · g4 – Biały hetman · b3 – Biały pionek · f3 – Biały pionek · g3 – Biały pionek · h3 – Biały pionek · c2 – Biały pionek · e2 – Czarny hetman · h1 – Biały król | h8 – Czarny król · a7 – Czarny pionek · c7 – Czarny pionek · g7 – Czarny pionek · h7 – Czarny pionek · b6 – Czarny pionek · a5 – Biały pionek · h5 – Biały skoczek · g4 – Biały hetman · b3 – Biały pionek · f3 – Biały pionek · g3 – Biały pionek · h3 – Biały pionek · c2 – Biały pionek · e2 – Czarny hetman · h1 – Biały król | h8 – Czarny król · a7 – Czarny pionek · c7 – Czarny pionek · g7 – Czarny pionek · h7 – Czarny pionek · b6 – Czarny pionek · a5 – Biały pionek · h5 – Biały skoczek · g4 – Biały hetman · b3 – Biały pionek · f3 – Biały pionek · g3 – Biały pionek · h3 – Biały pionek · c2 – Biały pionek · e2 – Czarny hetman · h1 – Biały król | 8 |
| 7 | h8 – Czarny król · a7 – Czarny pionek · c7 – Czarny pionek · g7 – Czarny pionek · h7 – Czarny pionek · b6 – Czarny pionek · a5 – Biały pionek · h5 – Biały skoczek · g4 – Biały hetman · b3 – Biały pionek · f3 – Biały pionek · g3 – Biały pionek · h3 – Biały pionek · c2 – Biały pionek · e2 – Czarny hetman · h1 – Biały król | h8 – Czarny król · a7 – Czarny pionek · c7 – Czarny pionek · g7 – Czarny pionek · h7 – Czarny pionek · b6 – Czarny pionek · a5 – Biały pionek · h5 – Biały skoczek · g4 – Biały hetman · b3 – Biały pionek · f3 – Biały pionek · g3 – Biały pionek · h3 – Biały pionek · c2 – Biały pionek · e2 – Czarny hetman · h1 – Biały król | h8 – Czarny król · a7 – Czarny pionek · c7 – Czarny pionek · g7 – Czarny pionek · h7 – Czarny pionek · b6 – Czarny pionek · a5 – Biały pionek · h5 – Biały skoczek · g4 – Biały hetman · b3 – Biały pionek · f3 – Biały pionek · g3 – Biały pionek · h3 – Biały pionek · c2 – Biały pionek · e2 – Czarny hetman · h1 – Biały król | h8 – Czarny król · a7 – Czarny pionek · c7 – Czarny pionek · g7 – Czarny pionek · h7 – Czarny pionek · b6 – Czarny pionek · a5 – Biały pionek · h5 – Biały skoczek · g4 – Biały hetman · b3 – Biały pionek · f3 – Biały pionek · g3 – Biały pionek · h3 – Biały pionek · c2 – Biały pionek · e2 – Czarny hetman · h1 – Biały król | h8 – Czarny król · a7 – Czarny pionek · c7 – Czarny pionek · g7 – Czarny pionek · h7 – Czarny pionek · b6 – Czarny pionek · a5 – Biały pionek · h5 – Biały skoczek · g4 – Biały hetman · b3 – Biały pionek · f3 – Biały pionek · g3 – Biały pionek · h3 – Biały pionek · c2 – Biały pionek · e2 – Czarny hetman · h1 – Biały król | h8 – Czarny król · a7 – Czarny pionek · c7 – Czarny pionek · g7 – Czarny pionek · h7 – Czarny pionek · b6 – Czarny pionek · a5 – Biały pionek · h5 – Biały skoczek · g4 – Biały hetman · b3 – Biały pionek · f3 – Biały pionek · g3 – Biały pionek · h3 – Biały pionek · c2 – Biały pionek · e2 – Czarny hetman · h1 – Biały król | h8 – Czarny król · a7 – Czarny pionek · c7 – Czarny pionek · g7 – Czarny pionek · h7 – Czarny pionek · b6 – Czarny pionek · a5 – Biały pionek · h5 – Biały skoczek · g4 – Biały hetman · b3 – Biały pionek · f3 – Biały pionek · g3 – Biały pionek · h3 – Biały pionek · c2 – Biały pionek · e2 – Czarny hetman · h1 – Biały król | h8 – Czarny król · a7 – Czarny pionek · c7 – Czarny pionek · g7 – Czarny pionek · h7 – Czarny pionek · b6 – Czarny pionek · a5 – Biały pionek · h5 – Biały skoczek · g4 – Biały hetman · b3 – Biały pionek · f3 – Biały pionek · g3 – Biały pionek · h3 – Biały pionek · c2 – Biały pionek · e2 – Czarny hetman · h1 – Biały król | 7 |
| 6 | h8 – Czarny król · a7 – Czarny pionek · c7 – Czarny pionek · g7 – Czarny pionek · h7 – Czarny pionek · b6 – Czarny pionek · a5 – Biały pionek · h5 – Biały skoczek · g4 – Biały hetman · b3 – Biały pionek · f3 – Biały pionek · g3 – Biały pionek · h3 – Biały pionek · c2 – Biały pionek · e2 – Czarny hetman · h1 – Biały król | h8 – Czarny król · a7 – Czarny pionek · c7 – Czarny pionek · g7 – Czarny pionek · h7 – Czarny pionek · b6 – Czarny pionek · a5 – Biały pionek · h5 – Biały skoczek · g4 – Biały hetman · b3 – Biały pionek · f3 – Biały pionek · g3 – Biały pionek · h3 – Biały pionek · c2 – Biały pionek · e2 – Czarny hetman · h1 – Biały król | h8 – Czarny król · a7 – Czarny pionek · c7 – Czarny pionek · g7 – Czarny pionek · h7 – Czarny pionek · b6 – Czarny pionek · a5 – Biały pionek · h5 – Biały skoczek · g4 – Biały hetman · b3 – Biały pionek · f3 – Biały pionek · g3 – Biały pionek · h3 – Biały pionek · c2 – Biały pionek · e2 – Czarny hetman · h1 – Biały król | h8 – Czarny król · a7 – Czarny pionek · c7 – Czarny pionek · g7 – Czarny pionek · h7 – Czarny pionek · b6 – Czarny pionek · a5 – Biały pionek · h5 – Biały skoczek · g4 – Biały hetman · b3 – Biały pionek · f3 – Biały pionek · g3 – Biały pionek · h3 – Biały pionek · c2 – Biały pionek · e2 – Czarny hetman · h1 – Biały król | h8 – Czarny król · a7 – Czarny pionek · c7 – Czarny pionek · g7 – Czarny pionek · h7 – Czarny pionek · b6 – Czarny pionek · a5 – Biały pionek · h5 – Biały skoczek · g4 – Biały hetman · b3 – Biały pionek · f3 – Biały pionek · g3 – Biały pionek · h3 – Biały pionek · c2 – Biały pionek · e2 – Czarny hetman · h1 – Biały król | h8 – Czarny król · a7 – Czarny pionek · c7 – Czarny pionek · g7 – Czarny pionek · h7 – Czarny pionek · b6 – Czarny pionek · a5 – Biały pionek · h5 – Biały skoczek · g4 – Biały hetman · b3 – Biały pionek · f3 – Biały pionek · g3 – Biały pionek · h3 – Biały pionek · c2 – Biały pionek · e2 – Czarny hetman · h1 – Biały król | h8 – Czarny król · a7 – Czarny pionek · c7 – Czarny pionek · g7 – Czarny pionek · h7 – Czarny pionek · b6 – Czarny pionek · a5 – Biały pionek · h5 – Biały skoczek · g4 – Biały hetman · b3 – Biały pionek · f3 – Biały pionek · g3 – Biały pionek · h3 – Biały pionek · c2 – Biały pionek · e2 – Czarny hetman · h1 – Biały król | h8 – Czarny król · a7 – Czarny pionek · c7 – Czarny pionek · g7 – Czarny pionek · h7 – Czarny pionek · b6 – Czarny pionek · a5 – Biały pionek · h5 – Biały skoczek · g4 – Biały hetman · b3 – Biały pionek · f3 – Biały pionek · g3 – Biały pionek · h3 – Biały pionek · c2 – Biały pionek · e2 – Czarny hetman · h1 – Biały król | 6 |
| 5 | h8 – Czarny król · a7 – Czarny pionek · c7 – Czarny pionek · g7 – Czarny pionek · h7 – Czarny pionek · b6 – Czarny pionek · a5 – Biały pionek · h5 – Biały skoczek · g4 – Biały hetman · b3 – Biały pionek · f3 – Biały pionek · g3 – Biały pionek · h3 – Biały pionek · c2 – Biały pionek · e2 – Czarny hetman · h1 – Biały król | h8 – Czarny król · a7 – Czarny pionek · c7 – Czarny pionek · g7 – Czarny pionek · h7 – Czarny pionek · b6 – Czarny pionek · a5 – Biały pionek · h5 – Biały skoczek · g4 – Biały hetman · b3 – Biały pionek · f3 – Biały pionek · g3 – Biały pionek · h3 – Biały pionek · c2 – Biały pionek · e2 – Czarny hetman · h1 – Biały król | h8 – Czarny król · a7 – Czarny pionek · c7 – Czarny pionek · g7 – Czarny pionek · h7 – Czarny pionek · b6 – Czarny pionek · a5 – Biały pionek · h5 – Biały skoczek · g4 – Biały hetman · b3 – Biały pionek · f3 – Biały pionek · g3 – Biały pionek · h3 – Biały pionek · c2 – Biały pionek · e2 – Czarny hetman · h1 – Biały król | h8 – Czarny król · a7 – Czarny pionek · c7 – Czarny pionek · g7 – Czarny pionek · h7 – Czarny pionek · b6 – Czarny pionek · a5 – Biały pionek · h5 – Biały skoczek · g4 – Biały hetman · b3 – Biały pionek · f3 – Biały pionek · g3 – Biały pionek · h3 – Biały pionek · c2 – Biały pionek · e2 – Czarny hetman · h1 – Biały król | h8 – Czarny król · a7 – Czarny pionek · c7 – Czarny pionek · g7 – Czarny pionek · h7 – Czarny pionek · b6 – Czarny pionek · a5 – Biały pionek · h5 – Biały skoczek · g4 – Biały hetman · b3 – Biały pionek · f3 – Biały pionek · g3 – Biały pionek · h3 – Biały pionek · c2 – Biały pionek · e2 – Czarny hetman · h1 – Biały król | h8 – Czarny król · a7 – Czarny pionek · c7 – Czarny pionek · g7 – Czarny pionek · h7 – Czarny pionek · b6 – Czarny pionek · a5 – Biały pionek · h5 – Biały skoczek · g4 – Biały hetman · b3 – Biały pionek · f3 – Biały pionek · g3 – Biały pionek · h3 – Biały pionek · c2 – Biały pionek · e2 – Czarny hetman · h1 – Biały król | h8 – Czarny król · a7 – Czarny pionek · c7 – Czarny pionek · g7 – Czarny pionek · h7 – Czarny pionek · b6 – Czarny pionek · a5 – Biały pionek · h5 – Biały skoczek · g4 – Biały hetman · b3 – Biały pionek · f3 – Biały pionek · g3 – Biały pionek · h3 – Biały pionek · c2 – Biały pionek · e2 – Czarny hetman · h1 – Biały król | h8 – Czarny król · a7 – Czarny pionek · c7 – Czarny pionek · g7 – Czarny pionek · h7 – Czarny pionek · b6 – Czarny pionek · a5 – Biały pionek · h5 – Biały skoczek · g4 – Biały hetman · b3 – Biały pionek · f3 – Biały pionek · g3 – Biały pionek · h3 – Biały pionek · c2 – Biały pionek · e2 – Czarny hetman · h1 – Biały król | 5 |
| 4 | h8 – Czarny król · a7 – Czarny pionek · c7 – Czarny pionek · g7 – Czarny pionek · h7 – Czarny pionek · b6 – Czarny pionek · a5 – Biały pionek · h5 – Biały skoczek · g4 – Biały hetman · b3 – Biały pionek · f3 – Biały pionek · g3 – Biały pionek · h3 – Biały pionek · c2 – Biały pionek · e2 – Czarny hetman · h1 – Biały król | h8 – Czarny król · a7 – Czarny pionek · c7 – Czarny pionek · g7 – Czarny pionek · h7 – Czarny pionek · b6 – Czarny pionek · a5 – Biały pionek · h5 – Biały skoczek · g4 – Biały hetman · b3 – Biały pionek · f3 – Biały pionek · g3 – Biały pionek · h3 – Biały pionek · c2 – Biały pionek · e2 – Czarny hetman · h1 – Biały król | h8 – Czarny król · a7 – Czarny pionek · c7 – Czarny pionek · g7 – Czarny pionek · h7 – Czarny pionek · b6 – Czarny pionek · a5 – Biały pionek · h5 – Biały skoczek · g4 – Biały hetman · b3 – Biały pionek · f3 – Biały pionek · g3 – Biały pionek · h3 – Biały pionek · c2 – Biały pionek · e2 – Czarny hetman · h1 – Biały król | h8 – Czarny król · a7 – Czarny pionek · c7 – Czarny pionek · g7 – Czarny pionek · h7 – Czarny pionek · b6 – Czarny pionek · a5 – Biały pionek · h5 – Biały skoczek · g4 – Biały hetman · b3 – Biały pionek · f3 – Biały pionek · g3 – Biały pionek · h3 – Biały pionek · c2 – Biały pionek · e2 – Czarny hetman · h1 – Biały król | h8 – Czarny król · a7 – Czarny pionek · c7 – Czarny pionek · g7 – Czarny pionek · h7 – Czarny pionek · b6 – Czarny pionek · a5 – Biały pionek · h5 – Biały skoczek · g4 – Biały hetman · b3 – Biały pionek · f3 – Biały pionek · g3 – Biały pionek · h3 – Biały pionek · c2 – Biały pionek · e2 – Czarny hetman · h1 – Biały król | h8 – Czarny król · a7 – Czarny pionek · c7 – Czarny pionek · g7 – Czarny pionek · h7 – Czarny pionek · b6 – Czarny pionek · a5 – Biały pionek · h5 – Biały skoczek · g4 – Biały hetman · b3 – Biały pionek · f3 – Biały pionek · g3 – Biały pionek · h3 – Biały pionek · c2 – Biały pionek · e2 – Czarny hetman · h1 – Biały król | h8 – Czarny król · a7 – Czarny pionek · c7 – Czarny pionek · g7 – Czarny pionek · h7 – Czarny pionek · b6 – Czarny pionek · a5 – Biały pionek · h5 – Biały skoczek · g4 – Biały hetman · b3 – Biały pionek · f3 – Biały pionek · g3 – Biały pionek · h3 – Biały pionek · c2 – Biały pionek · e2 – Czarny hetman · h1 – Biały król | h8 – Czarny król · a7 – Czarny pionek · c7 – Czarny pionek · g7 – Czarny pionek · h7 – Czarny pionek · b6 – Czarny pionek · a5 – Biały pionek · h5 – Biały skoczek · g4 – Biały hetman · b3 – Biały pionek · f3 – Biały pionek · g3 – Biały pionek · h3 – Biały pionek · c2 – Biały pionek · e2 – Czarny hetman · h1 – Biały król | 4 |
| 3 | h8 – Czarny król · a7 – Czarny pionek · c7 – Czarny pionek · g7 – Czarny pionek · h7 – Czarny pionek · b6 – Czarny pionek · a5 – Biały pionek · h5 – Biały skoczek · g4 – Biały hetman · b3 – Biały pionek · f3 – Biały pionek · g3 – Biały pionek · h3 – Biały pionek · c2 – Biały pionek · e2 – Czarny hetman · h1 – Biały król | h8 – Czarny król · a7 – Czarny pionek · c7 – Czarny pionek · g7 – Czarny pionek · h7 – Czarny pionek · b6 – Czarny pionek · a5 – Biały pionek · h5 – Biały skoczek · g4 – Biały hetman · b3 – Biały pionek · f3 – Biały pionek · g3 – Biały pionek · h3 – Biały pionek · c2 – Biały pionek · e2 – Czarny hetman · h1 – Biały król | h8 – Czarny król · a7 – Czarny pionek · c7 – Czarny pionek · g7 – Czarny pionek · h7 – Czarny pionek · b6 – Czarny pionek · a5 – Biały pionek · h5 – Biały skoczek · g4 – Biały hetman · b3 – Biały pionek · f3 – Biały pionek · g3 – Biały pionek · h3 – Biały pionek · c2 – Biały pionek · e2 – Czarny hetman · h1 – Biały król | h8 – Czarny król · a7 – Czarny pionek · c7 – Czarny pionek · g7 – Czarny pionek · h7 – Czarny pionek · b6 – Czarny pionek · a5 – Biały pionek · h5 – Biały skoczek · g4 – Biały hetman · b3 – Biały pionek · f3 – Biały pionek · g3 – Biały pionek · h3 – Biały pionek · c2 – Biały pionek · e2 – Czarny hetman · h1 – Biały król | h8 – Czarny król · a7 – Czarny pionek · c7 – Czarny pionek · g7 – Czarny pionek · h7 – Czarny pionek · b6 – Czarny pionek · a5 – Biały pionek · h5 – Biały skoczek · g4 – Biały hetman · b3 – Biały pionek · f3 – Biały pionek · g3 – Biały pionek · h3 – Biały pionek · c2 – Biały pionek · e2 – Czarny hetman · h1 – Biały król | h8 – Czarny król · a7 – Czarny pionek · c7 – Czarny pionek · g7 – Czarny pionek · h7 – Czarny pionek · b6 – Czarny pionek · a5 – Biały pionek · h5 – Biały skoczek · g4 – Biały hetman · b3 – Biały pionek · f3 – Biały pionek · g3 – Biały pionek · h3 – Biały pionek · c2 – Biały pionek · e2 – Czarny hetman · h1 – Biały król | h8 – Czarny król · a7 – Czarny pionek · c7 – Czarny pionek · g7 – Czarny pionek · h7 – Czarny pionek · b6 – Czarny pionek · a5 – Biały pionek · h5 – Biały skoczek · g4 – Biały hetman · b3 – Biały pionek · f3 – Biały pionek · g3 – Biały pionek · h3 – Biały pionek · c2 – Biały pionek · e2 – Czarny hetman · h1 – Biały król | h8 – Czarny król · a7 – Czarny pionek · c7 – Czarny pionek · g7 – Czarny pionek · h7 – Czarny pionek · b6 – Czarny pionek · a5 – Biały pionek · h5 – Biały skoczek · g4 – Biały hetman · b3 – Biały pionek · f3 – Biały pionek · g3 – Biały pionek · h3 – Biały pionek · c2 – Biały pionek · e2 – Czarny hetman · h1 – Biały król | 3 |
| 2 | h8 – Czarny król · a7 – Czarny pionek · c7 – Czarny pionek · g7 – Czarny pionek · h7 – Czarny pionek · b6 – Czarny pionek · a5 – Biały pionek · h5 – Biały skoczek · g4 – Biały hetman · b3 – Biały pionek · f3 – Biały pionek · g3 – Biały pionek · h3 – Biały pionek · c2 – Biały pionek · e2 – Czarny hetman · h1 – Biały król | h8 – Czarny król · a7 – Czarny pionek · c7 – Czarny pionek · g7 – Czarny pionek · h7 – Czarny pionek · b6 – Czarny pionek · a5 – Biały pionek · h5 – Biały skoczek · g4 – Biały hetman · b3 – Biały pionek · f3 – Biały pionek · g3 – Biały pionek · h3 – Biały pionek · c2 – Biały pionek · e2 – Czarny hetman · h1 – Biały król | h8 – Czarny król · a7 – Czarny pionek · c7 – Czarny pionek · g7 – Czarny pionek · h7 – Czarny pionek · b6 – Czarny pionek · a5 – Biały pionek · h5 – Biały skoczek · g4 – Biały hetman · b3 – Biały pionek · f3 – Biały pionek · g3 – Biały pionek · h3 – Biały pionek · c2 – Biały pionek · e2 – Czarny hetman · h1 – Biały król | h8 – Czarny król · a7 – Czarny pionek · c7 – Czarny pionek · g7 – Czarny pionek · h7 – Czarny pionek · b6 – Czarny pionek · a5 – Biały pionek · h5 – Biały skoczek · g4 – Biały hetman · b3 – Biały pionek · f3 – Biały pionek · g3 – Biały pionek · h3 – Biały pionek · c2 – Biały pionek · e2 – Czarny hetman · h1 – Biały król | h8 – Czarny król · a7 – Czarny pionek · c7 – Czarny pionek · g7 – Czarny pionek · h7 – Czarny pionek · b6 – Czarny pionek · a5 – Biały pionek · h5 – Biały skoczek · g4 – Biały hetman · b3 – Biały pionek · f3 – Biały pionek · g3 – Biały pionek · h3 – Biały pionek · c2 – Biały pionek · e2 – Czarny hetman · h1 – Biały król | h8 – Czarny król · a7 – Czarny pionek · c7 – Czarny pionek · g7 – Czarny pionek · h7 – Czarny pionek · b6 – Czarny pionek · a5 – Biały pionek · h5 – Biały skoczek · g4 – Biały hetman · b3 – Biały pionek · f3 – Biały pionek · g3 – Biały pionek · h3 – Biały pionek · c2 – Biały pionek · e2 – Czarny hetman · h1 – Biały król | h8 – Czarny król · a7 – Czarny pionek · c7 – Czarny pionek · g7 – Czarny pionek · h7 – Czarny pionek · b6 – Czarny pionek · a5 – Biały pionek · h5 – Biały skoczek · g4 – Biały hetman · b3 – Biały pionek · f3 – Biały pionek · g3 – Biały pionek · h3 – Biały pionek · c2 – Biały pionek · e2 – Czarny hetman · h1 – Biały król | h8 – Czarny król · a7 – Czarny pionek · c7 – Czarny pionek · g7 – Czarny pionek · h7 – Czarny pionek · b6 – Czarny pionek · a5 – Biały pionek · h5 – Biały skoczek · g4 – Biały hetman · b3 – Biały pionek · f3 – Biały pionek · g3 – Biały pionek · h3 – Biały pionek · c2 – Biały pionek · e2 – Czarny hetman · h1 – Biały król | 2 |
| 1 | h8 – Czarny król · a7 – Czarny pionek · c7 – Czarny pionek · g7 – Czarny pionek · h7 – Czarny pionek · b6 – Czarny pionek · a5 – Biały pionek · h5 – Biały skoczek · g4 – Biały hetman · b3 – Biały pionek · f3 – Biały pionek · g3 – Biały pionek · h3 – Biały pionek · c2 – Biały pionek · e2 – Czarny hetman · h1 – Biały król | h8 – Czarny król · a7 – Czarny pionek · c7 – Czarny pionek · g7 – Czarny pionek · h7 – Czarny pionek · b6 – Czarny pionek · a5 – Biały pionek · h5 – Biały skoczek · g4 – Biały hetman · b3 – Biały pionek · f3 – Biały pionek · g3 – Biały pionek · h3 – Biały pionek · c2 – Biały pionek · e2 – Czarny hetman · h1 – Biały król | h8 – Czarny król · a7 – Czarny pionek · c7 – Czarny pionek · g7 – Czarny pionek · h7 – Czarny pionek · b6 – Czarny pionek · a5 – Biały pionek · h5 – Biały skoczek · g4 – Biały hetman · b3 – Biały pionek · f3 – Biały pionek · g3 – Biały pionek · h3 – Biały pionek · c2 – Biały pionek · e2 – Czarny hetman · h1 – Biały król | h8 – Czarny król · a7 – Czarny pionek · c7 – Czarny pionek · g7 – Czarny pionek · h7 – Czarny pionek · b6 – Czarny pionek · a5 – Biały pionek · h5 – Biały skoczek · g4 – Biały hetman · b3 – Biały pionek · f3 – Biały pionek · g3 – Biały pionek · h3 – Biały pionek · c2 – Biały pionek · e2 – Czarny hetman · h1 – Biały król | h8 – Czarny król · a7 – Czarny pionek · c7 – Czarny pionek · g7 – Czarny pionek · h7 – Czarny pionek · b6 – Czarny pionek · a5 – Biały pionek · h5 – Biały skoczek · g4 – Biały hetman · b3 – Biały pionek · f3 – Biały pionek · g3 – Biały pionek · h3 – Biały pionek · c2 – Biały pionek · e2 – Czarny hetman · h1 – Biały król | h8 – Czarny król · a7 – Czarny pionek · c7 – Czarny pionek · g7 – Czarny pionek · h7 – Czarny pionek · b6 – Czarny pionek · a5 – Biały pionek · h5 – Biały skoczek · g4 – Biały hetman · b3 – Biały pionek · f3 – Biały pionek · g3 – Biały pionek · h3 – Biały pionek · c2 – Biały pionek · e2 – Czarny hetman · h1 – Biały król | h8 – Czarny król · a7 – Czarny pionek · c7 – Czarny pionek · g7 – Czarny pionek · h7 – Czarny pionek · b6 – Czarny pionek · a5 – Biały pionek · h5 – Biały skoczek · g4 – Biały hetman · b3 – Biały pionek · f3 – Biały pionek · g3 – Biały pionek · h3 – Biały pionek · c2 – Biały pionek · e2 – Czarny hetman · h1 – Biały król | h8 – Czarny król · a7 – Czarny pionek · c7 – Czarny pionek · g7 – Czarny pionek · h7 – Czarny pionek · b6 – Czarny pionek · a5 – Biały pionek · h5 – Biały skoczek · g4 – Biały hetman · b3 – Biały pionek · f3 – Biały pionek · g3 – Biały pionek · h3 – Biały pionek · c2 – Biały pionek · e2 – Czarny hetman · h1 – Biały król | 1 |
|   | a | b | c | d | e | f | g | h |   |

## Wściekła wieża
Drugi diagram ilustruje znany motyw, zwany wściekłą wieżą (rzadziej zdarza się motyw wściekłego hetmana). Czarne mają dużą przewagę materialną, ale ze względu na niefortunne ustawienie swoich wież nie mogą osiągnąć zwycięstwa. Biała wieża samobójczo atakuje czarnego króla Wb7+!. W rzeczywistości jest nietykalna – jeśli czarny król zbije wieżę K:b7?, biały znajdzie się w pacie, co natychmiast kończy grę remisem. Nie da się też uciec od wieży. Na Ka6 białe odpowiedzą Wb6+!, na Ka8 – Wb8+!. Dopóki na każdy ruch czarnego króla białe będą odpowiadały symetrycznym ruchem wieży w sąsiedniej kolumnie, czarne nie otrzymają szansy zmiany sytuacji przy pomocy pozostałych bierek, co ostatecznie prowadzi do remisu na zasadzie wiecznego szacha.
|   | a | b | c | d | e | f | g | h |   |
| 8 | a7 – Czarny król · d5 – Czarny pionek · g5 – Czarna wieża · d4 – Biały pionek · e4 – Czarna wieża · b3 – Biała wieża · h3 – Biały król · h2 – Biały pionek | a7 – Czarny król · d5 – Czarny pionek · g5 – Czarna wieża · d4 – Biały pionek · e4 – Czarna wieża · b3 – Biała wieża · h3 – Biały król · h2 – Biały pionek | a7 – Czarny król · d5 – Czarny pionek · g5 – Czarna wieża · d4 – Biały pionek · e4 – Czarna wieża · b3 – Biała wieża · h3 – Biały król · h2 – Biały pionek | a7 – Czarny król · d5 – Czarny pionek · g5 – Czarna wieża · d4 – Biały pionek · e4 – Czarna wieża · b3 – Biała wieża · h3 – Biały król · h2 – Biały pionek | a7 – Czarny król · d5 – Czarny pionek · g5 – Czarna wieża · d4 – Biały pionek · e4 – Czarna wieża · b3 – Biała wieża · h3 – Biały król · h2 – Biały pionek | a7 – Czarny król · d5 – Czarny pionek · g5 – Czarna wieża · d4 – Biały pionek · e4 – Czarna wieża · b3 – Biała wieża · h3 – Biały król · h2 – Biały pionek | a7 – Czarny król · d5 – Czarny pionek · g5 – Czarna wieża · d4 – Biały pionek · e4 – Czarna wieża · b3 – Biała wieża · h3 – Biały król · h2 – Biały pionek | a7 – Czarny król · d5 – Czarny pionek · g5 – Czarna wieża · d4 – Biały pionek · e4 – Czarna wieża · b3 – Biała wieża · h3 – Biały król · h2 – Biały pionek | 8 |
| 7 | a7 – Czarny król · d5 – Czarny pionek · g5 – Czarna wieża · d4 – Biały pionek · e4 – Czarna wieża · b3 – Biała wieża · h3 – Biały król · h2 – Biały pionek | a7 – Czarny król · d5 – Czarny pionek · g5 – Czarna wieża · d4 – Biały pionek · e4 – Czarna wieża · b3 – Biała wieża · h3 – Biały król · h2 – Biały pionek | a7 – Czarny król · d5 – Czarny pionek · g5 – Czarna wieża · d4 – Biały pionek · e4 – Czarna wieża · b3 – Biała wieża · h3 – Biały król · h2 – Biały pionek | a7 – Czarny król · d5 – Czarny pionek · g5 – Czarna wieża · d4 – Biały pionek · e4 – Czarna wieża · b3 – Biała wieża · h3 – Biały król · h2 – Biały pionek | a7 – Czarny król · d5 – Czarny pionek · g5 – Czarna wieża · d4 – Biały pionek · e4 – Czarna wieża · b3 – Biała wieża · h3 – Biały król · h2 – Biały pionek | a7 – Czarny król · d5 – Czarny pionek · g5 – Czarna wieża · d4 – Biały pionek · e4 – Czarna wieża · b3 – Biała wieża · h3 – Biały król · h2 – Biały pionek | a7 – Czarny król · d5 – Czarny pionek · g5 – Czarna wieża · d4 – Biały pionek · e4 – Czarna wieża · b3 – Biała wieża · h3 – Biały król · h2 – Biały pionek | a7 – Czarny król · d5 – Czarny pionek · g5 – Czarna wieża · d4 – Biały pionek · e4 – Czarna wieża · b3 – Biała wieża · h3 – Biały król · h2 – Biały pionek | 7 |
| 6 | a7 – Czarny król · d5 – Czarny pionek · g5 – Czarna wieża · d4 – Biały pionek · e4 – Czarna wieża · b3 – Biała wieża · h3 – Biały król · h2 – Biały pionek | a7 – Czarny król · d5 – Czarny pionek · g5 – Czarna wieża · d4 – Biały pionek · e4 – Czarna wieża · b3 – Biała wieża · h3 – Biały król · h2 – Biały pionek | a7 – Czarny król · d5 – Czarny pionek · g5 – Czarna wieża · d4 – Biały pionek · e4 – Czarna wieża · b3 – Biała wieża · h3 – Biały król · h2 – Biały pionek | a7 – Czarny król · d5 – Czarny pionek · g5 – Czarna wieża · d4 – Biały pionek · e4 – Czarna wieża · b3 – Biała wieża · h3 – Biały król · h2 – Biały pionek | a7 – Czarny król · d5 – Czarny pionek · g5 – Czarna wieża · d4 – Biały pionek · e4 – Czarna wieża · b3 – Biała wieża · h3 – Biały król · h2 – Biały pionek | a7 – Czarny król · d5 – Czarny pionek · g5 – Czarna wieża · d4 – Biały pionek · e4 – Czarna wieża · b3 – Biała wieża · h3 – Biały król · h2 – Biały pionek | a7 – Czarny król · d5 – Czarny pionek · g5 – Czarna wieża · d4 – Biały pionek · e4 – Czarna wieża · b3 – Biała wieża · h3 – Biały król · h2 – Biały pionek | a7 – Czarny król · d5 – Czarny pionek · g5 – Czarna wieża · d4 – Biały pionek · e4 – Czarna wieża · b3 – Biała wieża · h3 – Biały król · h2 – Biały pionek | 6 |
| 5 | a7 – Czarny król · d5 – Czarny pionek · g5 – Czarna wieża · d4 – Biały pionek · e4 – Czarna wieża · b3 – Biała wieża · h3 – Biały król · h2 – Biały pionek | a7 – Czarny król · d5 – Czarny pionek · g5 – Czarna wieża · d4 – Biały pionek · e4 – Czarna wieża · b3 – Biała wieża · h3 – Biały król · h2 – Biały pionek | a7 – Czarny król · d5 – Czarny pionek · g5 – Czarna wieża · d4 – Biały pionek · e4 – Czarna wieża · b3 – Biała wieża · h3 – Biały król · h2 – Biały pionek | a7 – Czarny król · d5 – Czarny pionek · g5 – Czarna wieża · d4 – Biały pionek · e4 – Czarna wieża · b3 – Biała wieża · h3 – Biały król · h2 – Biały pionek | a7 – Czarny król · d5 – Czarny pionek · g5 – Czarna wieża · d4 – Biały pionek · e4 – Czarna wieża · b3 – Biała wieża · h3 – Biały król · h2 – Biały pionek | a7 – Czarny król · d5 – Czarny pionek · g5 – Czarna wieża · d4 – Biały pionek · e4 – Czarna wieża · b3 – Biała wieża · h3 – Biały król · h2 – Biały pionek | a7 – Czarny król · d5 – Czarny pionek · g5 – Czarna wieża · d4 – Biały pionek · e4 – Czarna wieża · b3 – Biała wieża · h3 – Biały król · h2 – Biały pionek | a7 – Czarny król · d5 – Czarny pionek · g5 – Czarna wieża · d4 – Biały pionek · e4 – Czarna wieża · b3 – Biała wieża · h3 – Biały król · h2 – Biały pionek | 5 |
| 4 | a7 – Czarny król · d5 – Czarny pionek · g5 – Czarna wieża · d4 – Biały pionek · e4 – Czarna wieża · b3 – Biała wieża · h3 – Biały król · h2 – Biały pionek | a7 – Czarny król · d5 – Czarny pionek · g5 – Czarna wieża · d4 – Biały pionek · e4 – Czarna wieża · b3 – Biała wieża · h3 – Biały król · h2 – Biały pionek | a7 – Czarny król · d5 – Czarny pionek · g5 – Czarna wieża · d4 – Biały pionek · e4 – Czarna wieża · b3 – Biała wieża · h3 – Biały król · h2 – Biały pionek | a7 – Czarny król · d5 – Czarny pionek · g5 – Czarna wieża · d4 – Biały pionek · e4 – Czarna wieża · b3 – Biała wieża · h3 – Biały król · h2 – Biały pionek | a7 – Czarny król · d5 – Czarny pionek · g5 – Czarna wieża · d4 – Biały pionek · e4 – Czarna wieża · b3 – Biała wieża · h3 – Biały król · h2 – Biały pionek | a7 – Czarny król · d5 – Czarny pionek · g5 – Czarna wieża · d4 – Biały pionek · e4 – Czarna wieża · b3 – Biała wieża · h3 – Biały król · h2 – Biały pionek | a7 – Czarny król · d5 – Czarny pionek · g5 – Czarna wieża · d4 – Biały pionek · e4 – Czarna wieża · b3 – Biała wieża · h3 – Biały król · h2 – Biały pionek | a7 – Czarny król · d5 – Czarny pionek · g5 – Czarna wieża · d4 – Biały pionek · e4 – Czarna wieża · b3 – Biała wieża · h3 – Biały król · h2 – Biały pionek | 4 |
| 3 | a7 – Czarny król · d5 – Czarny pionek · g5 – Czarna wieża · d4 – Biały pionek · e4 – Czarna wieża · b3 – Biała wieża · h3 – Biały król · h2 – Biały pionek | a7 – Czarny król · d5 – Czarny pionek · g5 – Czarna wieża · d4 – Biały pionek · e4 – Czarna wieża · b3 – Biała wieża · h3 – Biały król · h2 – Biały pionek | a7 – Czarny król · d5 – Czarny pionek · g5 – Czarna wieża · d4 – Biały pionek · e4 – Czarna wieża · b3 – Biała wieża · h3 – Biały król · h2 – Biały pionek | a7 – Czarny król · d5 – Czarny pionek · g5 – Czarna wieża · d4 – Biały pionek · e4 – Czarna wieża · b3 – Biała wieża · h3 – Biały król · h2 – Biały pionek | a7 – Czarny król · d5 – Czarny pionek · g5 – Czarna wieża · d4 – Biały pionek · e4 – Czarna wieża · b3 – Biała wieża · h3 – Biały król · h2 – Biały pionek | a7 – Czarny król · d5 – Czarny pionek · g5 – Czarna wieża · d4 – Biały pionek · e4 – Czarna wieża · b3 – Biała wieża · h3 – Biały król · h2 – Biały pionek | a7 – Czarny król · d5 – Czarny pionek · g5 – Czarna wieża · d4 – Biały pionek · e4 – Czarna wieża · b3 – Biała wieża · h3 – Biały król · h2 – Biały pionek | a7 – Czarny król · d5 – Czarny pionek · g5 – Czarna wieża · d4 – Biały pionek · e4 – Czarna wieża · b3 – Biała wieża · h3 – Biały król · h2 – Biały pionek | 3 |
| 2 | a7 – Czarny król · d5 – Czarny pionek · g5 – Czarna wieża · d4 – Biały pionek · e4 – Czarna wieża · b3 – Biała wieża · h3 – Biały król · h2 – Biały pionek | a7 – Czarny król · d5 – Czarny pionek · g5 – Czarna wieża · d4 – Biały pionek · e4 – Czarna wieża · b3 – Biała wieża · h3 – Biały król · h2 – Biały pionek | a7 – Czarny król · d5 – Czarny pionek · g5 – Czarna wieża · d4 – Biały pionek · e4 – Czarna wieża · b3 – Biała wieża · h3 – Biały król · h2 – Biały pionek | a7 – Czarny król · d5 – Czarny pionek · g5 – Czarna wieża · d4 – Biały pionek · e4 – Czarna wieża · b3 – Biała wieża · h3 – Biały król · h2 – Biały pionek | a7 – Czarny król · d5 – Czarny pionek · g5 – Czarna wieża · d4 – Biały pionek · e4 – Czarna wieża · b3 – Biała wieża · h3 – Biały król · h2 – Biały pionek | a7 – Czarny król · d5 – Czarny pionek · g5 – Czarna wieża · d4 – Biały pionek · e4 – Czarna wieża · b3 – Biała wieża · h3 – Biały król · h2 – Biały pionek | a7 – Czarny król · d5 – Czarny pionek · g5 – Czarna wieża · d4 – Biały pionek · e4 – Czarna wieża · b3 – Biała wieża · h3 – Biały król · h2 – Biały pionek | a7 – Czarny król · d5 – Czarny pionek · g5 – Czarna wieża · d4 – Biały pionek · e4 – Czarna wieża · b3 – Biała wieża · h3 – Biały król · h2 – Biały pionek | 2 |
| 1 | a7 – Czarny król · d5 – Czarny pionek · g5 – Czarna wieża · d4 – Biały pionek · e4 – Czarna wieża · b3 – Biała wieża · h3 – Biały król · h2 – Biały pionek | a7 – Czarny król · d5 – Czarny pionek · g5 – Czarna wieża · d4 – Biały pionek · e4 – Czarna wieża · b3 – Biała wieża · h3 – Biały król · h2 – Biały pionek | a7 – Czarny król · d5 – Czarny pionek · g5 – Czarna wieża · d4 – Biały pionek · e4 – Czarna wieża · b3 – Biała wieża · h3 – Biały król · h2 – Biały pionek | a7 – Czarny król · d5 – Czarny pionek · g5 – Czarna wieża · d4 – Biały pionek · e4 – Czarna wieża · b3 – Biała wieża · h3 – Biały król · h2 – Biały pionek | a7 – Czarny król · d5 – Czarny pionek · g5 – Czarna wieża · d4 – Biały pionek · e4 – Czarna wieża · b3 – Biała wieża · h3 – Biały król · h2 – Biały pionek | a7 – Czarny król · d5 – Czarny pionek · g5 – Czarna wieża · d4 – Biały pionek · e4 – Czarna wieża · b3 – Biała wieża · h3 – Biały król · h2 – Biały pionek | a7 – Czarny król · d5 – Czarny pionek · g5 – Czarna wieża · d4 – Biały pionek · e4 – Czarna wieża · b3 – Biała wieża · h3 – Biały król · h2 – Biały pionek | a7 – Czarny król · d5 – Czarny pionek · g5 – Czarna wieża · d4 – Biały pionek · e4 – Czarna wieża · b3 – Biała wieża · h3 – Biały król · h2 – Biały pionek | 1 |
|   | a | b | c | d | e | f | g | h |   |